# Epropetes latifascia
Epropetes latifascia är en skalbaggsart som först beskrevs av White 1855.  Epropetes latifascia ingår i släktet Epropetes och familjen långhorningar. Inga underarter finns listade i Catalogue of Life.